# Йерапитна
Йерапитна, също Хиерапитна (на старогръцки: Ἱεράπυτνα), е древен дорийски град на югоизточния бряг на Крит, на мястото на днешна Йерапетра.
Набира мощ към края на III в. пр. Хр. като съюзник на Македония, ценен с моряците и наемниците си. Със силната си флота извършва нападения в Егейско море по време на Критската война (204 – 201 г. пр. Хр.), завършила с договор с Родос. Достига най-големия си разцвет като независим град през II в. пр. Хр., когато във войни със съседните градове Мала, Пресос и Итанос (през 145 и 110 г. пр. Хр.) овладява голяма част от източен Крит.
Йерапитна е покорена от римляните през 67 г. пр. Хр. В Римската империя градът просперира, благодарение на голямото си двойно (с вътрешен и външен сектор) пристанище. Разполага с амфитеатър, обществени бани и акведукт.
В ранновизантийско време Йерапитна е център на епископия. Разрушен е при завладяването на Крит от арабите през 824 г. сл. Хр.